# Fritz Körner (Glaskünstler)

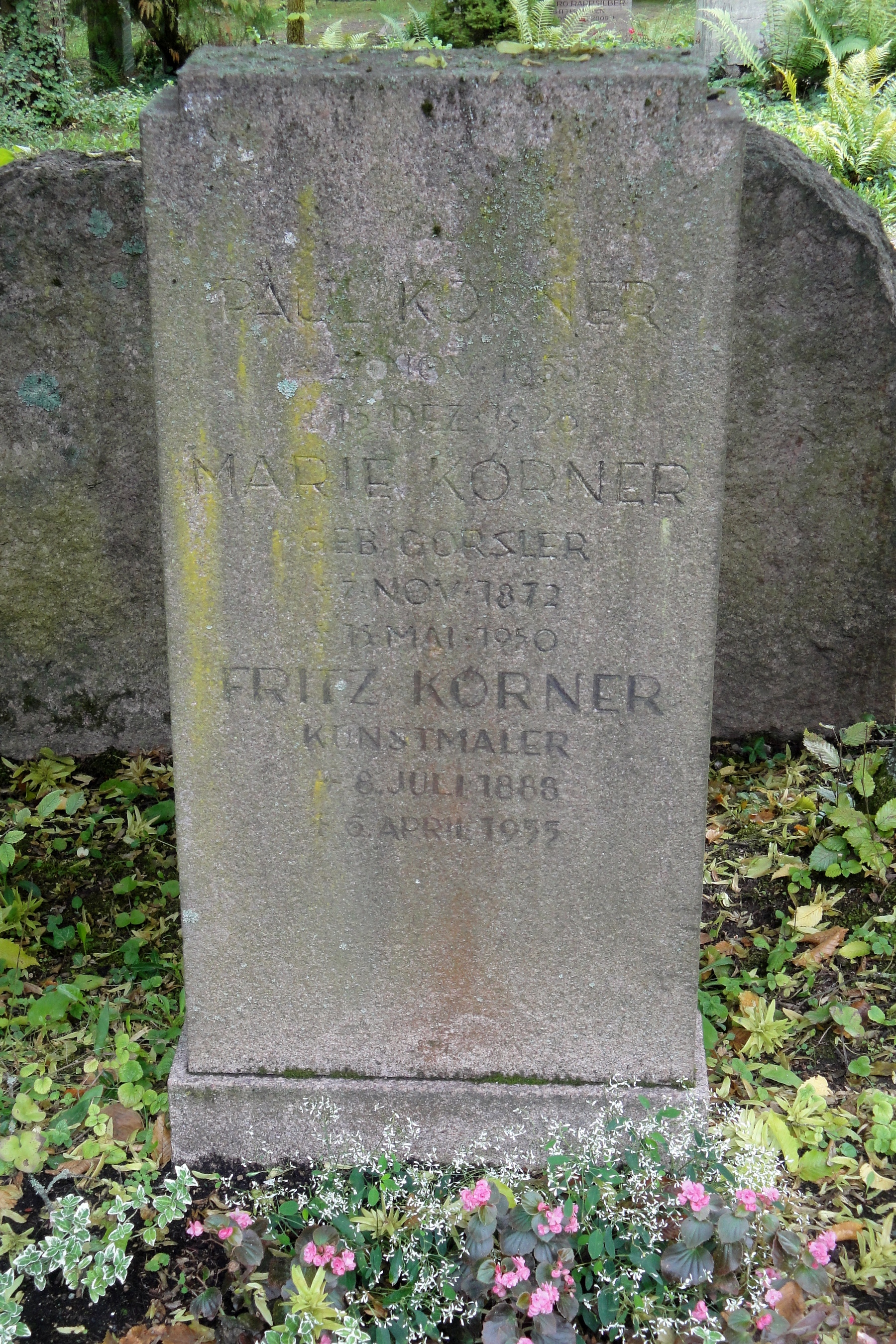
Grab von Fritz Körner auf dem Nordfriedhof in Jena

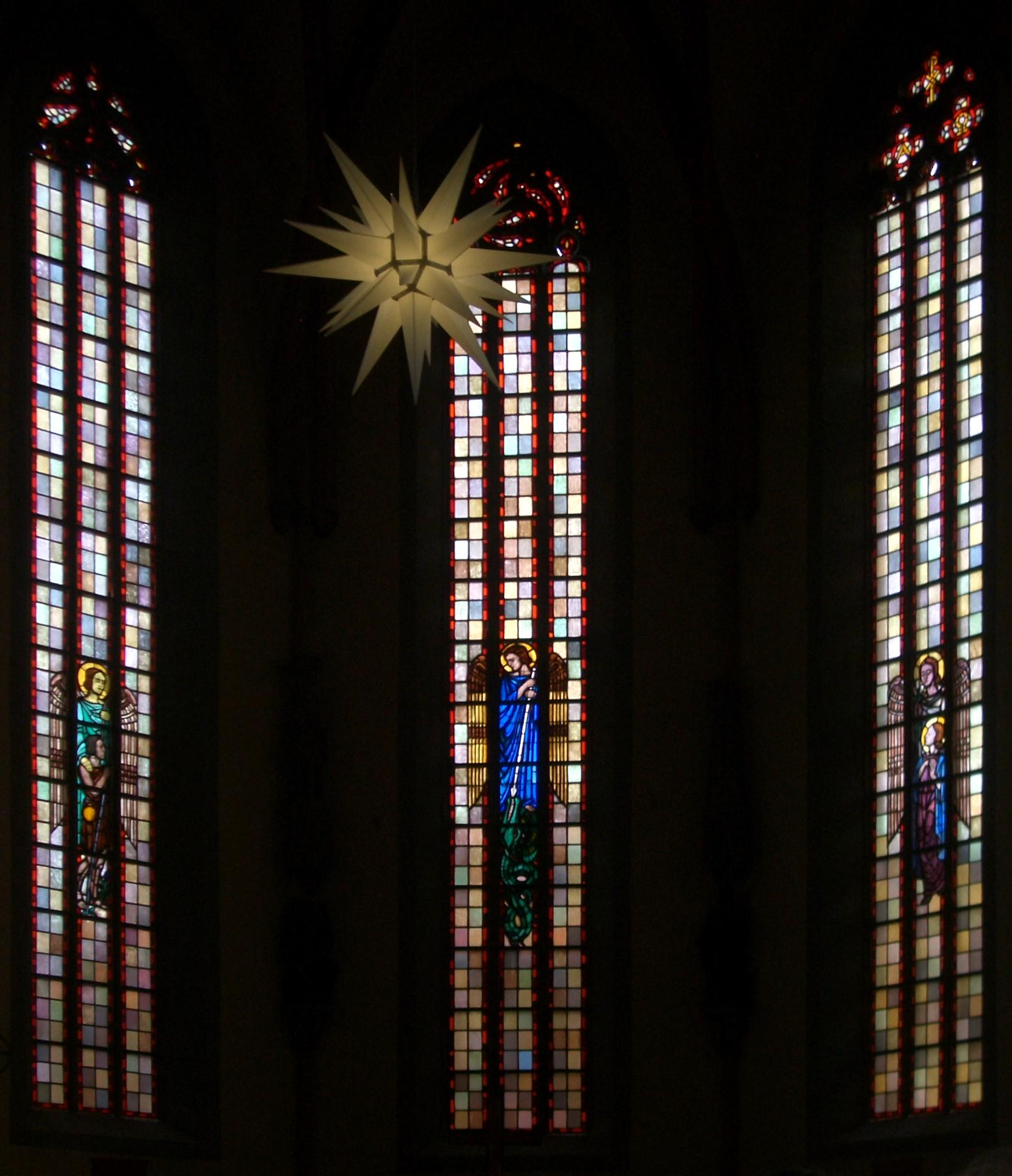
Glaskunstfenster von Fritz Körner im Chorraum von St. Michael in Jena

Fritz Körner (* 8. Juli 1888 in Leipzig; † 6. April 1955 in Jena) war ein deutscher Maler und Glasgestalter.

## Leben und Werk
Fritz Körner wurde als ältester Sohn des Kürschners und Pelzhändlers Paul Körner und dessen Ehefrau Clara Elise, geb. Hopfe, in Leipzig geboren. Er besuchte das König-Albert-Gymnasium. 1909 bis 1911 studierte er zunächst Kameralwissenschaften an der Universität Leipzig. Parallel dazu begann er als Gaststudent ein Kunststudium an der Königlichen Akademie für graphische Künste und Buchgewerbe bei Walter Tiemann. 1911 bis 1912 studierte er an der Dresdner Kunstakademie bei Johannes Raphael Wehle und Robert Sterl und 1913 bis 1914 an der Großherzoglich Sächsischen Hochschule für Bildende Kunst in Weimar beim österreichischen Monumentalmaler Albin Egger-Lienz (1868–1926), der für Fritz Körner zum wichtigsten Lehrer und Vorbild wurde. 1913 und 1914 hielt sich Fritz Körner mit 11 weiteren Studenten von Albin Egger-Lienz in Klausen (Südtirol) als „Vereinigung der Kunstschüler Egger Lienz“ auf.
Nach der Teilnahme am Ersten Weltkrieg (1915 bis 1918, an der Ost- und Westfront, russische Kriegsgefangenschaft, Zwangsarbeit im Kohlebergwerk) beschäftigte sich der nunmehr bei seinem Vater in Jena wohnende Körner aus ökonomischen Gründen neben kunsthandwerklichen Arbeiten mit Lithografien und Radierungen, hielt Kurse für Landschaftsmalerei und Drucktechniken an der Volkshochschule und entdeckte seine Liebe zum Glas und zur Glasmalerei. Er wurde Mitglied des Reichswirtschaftsverbandes Thüringer Künstler und dessen ehrenamtliches Vorstandsmitglied sowie Mitglied des Deutschen Werkbundes. 1929 schuf er sechs in Fachkreisen beachtete Glasfenster für die Südschule in Jena, die heute zerstört sind; erhalten sind die Entwürfe. Um die handwerklichen und künstlerischen Grundlagen gründlich zu erfassen, arbeitete er in mehreren deutschen Glasveredelungswerkstätten. Anschließend studierte er in München und Köln Glasmalerei sowie Glasschliff bei Carl Sattler und Jan Thorn Prikker. Wieder zurückgekehrt nach Jena, gründete er 1932 gemeinsam mit seiner Frau Grete, geb. Heilbrunn, ein Glaskunstatelier im Volkshaus Jena. Grete Heilbrunn (1907 bis 1983), die Fritz Körner 1932 in Eschwege heiratete, war die Tochter des jüdischen Viehhändlers Ferdinand Heilbrunn und dessen Frau Klara. Binnen weniger Jahre entstanden zahlreiche sakrale oder profane architekturbezogene Werke, wie etwa 1934 die Fenster der Grabkapelle im ostthüringischen Bad Köstritz. Oft kombinierte er dabei die traditionelle Glasmalerei mit dem Glasschliff.

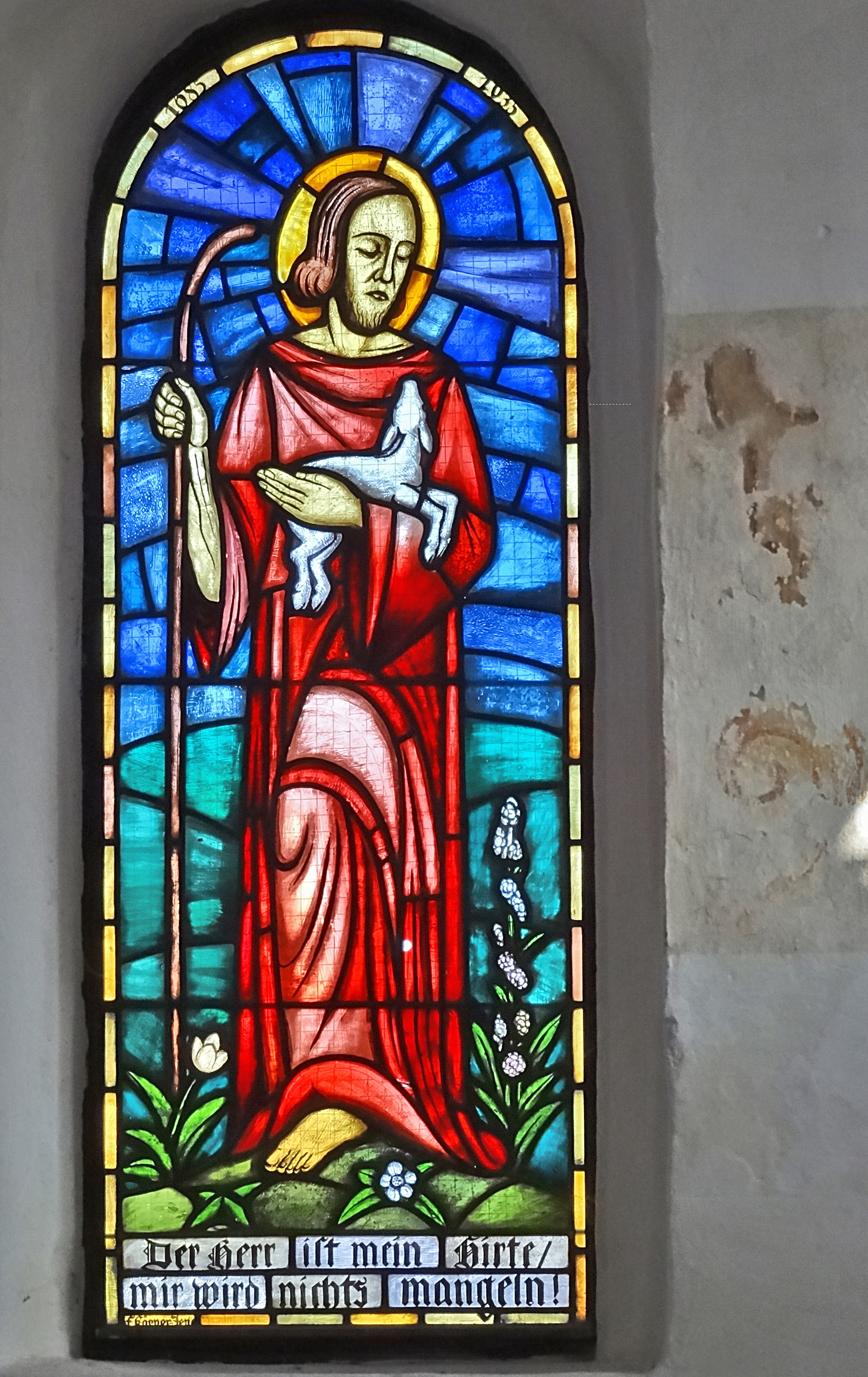
Fenster zur 350-Jahrfeier der Golmsdorfer Kirche

Die Machtübernahme des Nationalsozialismus unterbrach Körners künstlerische Entwicklung. Seine jüdische Frau erhielt 1935 Berufsverbot und Körner 1938 ebenfalls, da er sich nicht von ihr scheiden ließ. Zuvor war er aus der Reichskunstkammer ausgeschlossen worden. Nachdem Körner 1939 die Meisterprüfung für Glasmalerei und Glasschliff in Ilmenau ablegte, konnte er als Handwerksmeister das Verbot umgehen. Befreundete Architekten sorgten mehrmals für anonym ausgeführte Aufträge. Am 22. März 1942 wurde der Sohn Friedrich geboren, der von 1943 bis 1945 bei Pflegeeltern in Neumühle/Elster aufwuchs, um ihn dem Zugriff der Nazis, deren Funktionsträger auch ein Bruder von Fritz Körner im selben Haus wohnend war, zu entziehen.  1942 erkrankte Fritz Körner schwer. Mit einem ärztlichen Attest unter Bezug auf eine überstandene schwere Operation konnte 1944 die Deportation in das Arbeitslager der Organisation Todt in Weißenfels, einem Zweiglager des KZ Buchenwald für arische Eheleute von Mischehen verhindert werden. Im Januar 1945 wurde Fritz Körner zu schwerer körperlicher Arbeit u. a. im Heizwerk im Jenaer Ortsteil Winzerla zwangsverpflichtet. Seine Ehefrau unternahm nach Erhalt des Deportationsbefehls einen erfolglosen Suizidversuch und wurde dann in das Ghetto Theresienstadt zur Vergasung deportiert.
Nach der Befreiung des Konzentrationslagers durch die Rote Armee kehrten Ende Mai 1945 die Ehefrau – wenn auch erkrankt nach Jena zurück, wie auch der Sohn Friedrich, der zuvor bei Pflegeeltern in Greiz aufwuchs, um dem Zugriff der Nationalsozialisten entzogen zu sein. Clara und Fritz Körner konnten im Sommer 1945 das Atelier für Glaskunst in Jena wieder eröffnen und zwei Mitarbeiter einstellen. Von schwerer Krankheit (Tuberkulose) und den Drangsalierungen der Nazis gezeichnet, schuf Körner nach Kriegsende in Jena unter anderem 1947 die drei Chorfenstern der Friedenskirche und 1955 der Stadtkirche St. Michael in Jena sowie 1947 die monumentalen Glasschliffbilder im Jenaer Rathaus (Rathausdiele, Plenarsaal, Ratszeise). „Die Chorfenster der Friedenskirche zeigten beispielhaft diese Stimmung der Erlösung, der Hoffnung auf einen Neuanfang nach großem Leid. ... Körner verarbeitet [in diesen Chorfenstern] biblische Szenen der Offenbarung. Die Engel mit ihren Posaunen stürzen kopfüber auf die Stadt - ein gewaltiger Wirbel aus kräftigen Tönen“.
Im Jahr 1948 erhielt Fritz Körner vom Thüringer Volksbildungsministerium den Auftrag, an der Kunstgewerbeschule Erfurt eine Klasse für Glaskunst einzurichten und zu leiten; er musste aber aufgrund seiner Erkrankung vom Lehrauftrag Abstand nehmen. In der DDR musste Fritz Körner der Staatlichen Kommission für Bildende Künste seine Werke und Entwürfe vorlegen, bevor sie veröffentlicht werden konnten. 1952 war er mit einem Berufsverbot belegt worden. Nach langer und schwerer Krankheit (Tuberkulose, Grippe, Herzschwäche) verstarb Körner 1955. Seine Arbeit an den Glasfenstern für die Ernst-Abbe-Bibliothek im Volkshaus Jena konnte er nicht mehr vollenden. Sein Grab befindet sich auf dem Nordfriedhof in Jena. Seit 2010 erinnert eine Gedenktafel in der Erfurter Straße 14 an sein ehemaliges Wohnhaus.
Mit den architekturbezogenen Glasarbeiten wie mit seinen Glasbildern hatte Fritz Körner einen originären Anteil an der umfassenden Wiederbelebung der Glasmalerei. Schon 1938 zählte der Kunsthistoriker Richard Klapheck Fritz Körner zu den vier bedeutendsten Künstlern seines Faches in Deutschland. Körner schuf Werke in Jena und Umgebung (Friedenskirche, Stadtkirche, Rathaus, Volkshaus, Gaststätten „Ratszeise“ und „Zur Schweiz“ in Jena, „Grüner Baum zur Nachtigall“ in Cospeda, mehrere Gebäude der Friedrich-Schiller-Universität wie im Chemischen Institut in der Humboldt-Straße/Steiger und Physikalischen Institut am Max-Wien-Platz, und in weiteren öffentlichen und privaten Gebäuden), Glasfenster in weiteren Thüringer Kirchen (Katharinenkirche in Altenburg-Rasephas, St. Gangolf in Unterwirbach, St. Peter in Dorndorf, St. Wenzel in Rothenstein, St. Barbara in Golmsdorf, St. Trinitatis in Beutnitz und St. Katharina in Jenalöbnitz) sowie Glasfenster von Profanbauten in Jena (Rathaus), Greußen (Rathaussaal), Göttingen (Lichtspielhaus), Zwickau (Bahnhof), Weimar (Ärztehaus), Poznań (Rathaus) und Wrocław (Bahnhof).